# イーグルス・グレイテスト・ヒッツ VOL.2
『イーグルス・グレイテスト・ヒッツVol.2』 (Eagles Greatest Hits, Vol. 2) は、1982年にリリースされたアメリカのロック・バンド、イーグルスの2枚目のベスト・アルバムである。
このベスト・アルバムが発表された当時、イーグルスは解散していた（1982年6月に正式発表による）。解散後、バンドのメンバーはソロ活動を行っていたが、イーグルスというバンドの売り上げには程遠かった。この状況を打破するべく、レコード会社はベスト・アルバムのリリースによる売上を狙ったのであったが、このあからさまな「商売」は当時はバンドのメンバーとファンの双方から賛同されなかった。
チャート最高位は全米52位であったが、1976年に発売された『グレイテスト・ヒッツ 1971-1975』と同様に売れ続け、現在までにアメリカ合衆国内だけでも1,100万枚以上、世界では4,100万枚以上のセールスを記録している。

## 収録曲

### Side 1
1. ホテル・カリフォルニア - Hotel California
2. ハートエイク・トゥナイト - Heartache Tonight
3. セヴン・ブリッジズ・ロード - Seven Bridges Road
4. 暗黙の日々 - Victim of Love
5. サッド・カフェ - The Sad Café

### Side 2
1. 駆け足の人生 - Life in the Fast Lane
2. 言いだせなくて - I Can't Tell You Why
3. ニュー・キッド・イン・タウン - New Kid in Town
4. ロング・ラン - The Long Run
5. アフター・ザ・スリル・イズ・ゴーン - After the Thrill Is Gone